# William Abbott (cầu thủ bóng đá)
William Abbott là một cầu thủ bóng đá từng thi đấu ở Football League cho Derby County.